# Because the Internet
Because the Internet è il secondo album in studio del rapper statunitense Childish Gambino, pubblicato il 6 dicembre 2013 da Glassnote Records e Island Records.

## Tracce
1. The Library (Intro) – 0:04
2. I. Crawl – 3:29
3. II. Worldstar – 4:04
4. Dial Up – 0:44
5. I. The Worst Guys (featuring Chance the Rapper) – 3:39
6. II. Shadows – 3:51
7. III. Telegraph Ave. ("Oakland" by Lloyd) – 3:30
8. IV. Sweatpants – 3:00
9. 3005 – 3:54
10. Playing Around Before the Party Starts – 0:54
11. I. The Party – 1:31
12. II. No Exit – 2:51
13. Death By Numbers – 0:43
14. I. Flight of the Navigator – 5:44
15. II. Zealots of Stockholm (Free Information) – 4:50
16. III. Urn – 1:13
17. I. Pink Toes (featuring Jhené Aiko) – 3:27
18. II. Earth: The Oldest Computer (The Last Night) (featuring Azealia Banks) – 4:42
19. III. Life: The Biggest Troll (Andrew Auernheimer) – 5:42

## Classifiche

### Classifiche settimanali
| Classifica (2013) | Posizione massima |
| ----------------- | ----------------- |
| Canada            | 12                |
| Stati Uniti       | 7                 |